# مونستر إنيرجي
مونستر إنرجي (بالإنجليزية: Monster Energy)‏ هو مشروب طاقة أمريكي، ويأتي بالنكهة العادية في علبة سوداء وخضراء، ويتكون شعار الشركة من حرف M باللون الأخضر.

## أنواع المونستر إنرجي
هنالك أنواع كثيرة من مونستر إنيرجي من ضمنها:
| النوع               | لون العلبة      | النكهة       | الحجم          |
| ------------------- | --------------- | ------------ | -------------- |
| Original            | أخضر/أسود       | الأصلية      | 500 ml, 553 ml |
| Absolutely Zero     | أزرق/أسود       | الأصلية      | 500 ml         |
| Assault             | أحمر/رمادي/أسود | كرز/كولا     | 500 ml         |
| Punch Ballers Blend | أحمر/أسود/أصفر  | كرز          | 500 ml         |
| Juice Ripper        | أصفر/أسود       | تفاح/أناناس  | 500 ml         |
| Rehab Tea Lemonade  | أسود/أصفر       | شاي/ليموناضة | 500 ml         |